# اس‌ام یوبی-۱۴
اس‌ام یوبی-۱۴ (به انگلیسی: SM UB-14) یک زیردریایی بود که طول آن ۹۱ فوت ۶ اینچ (۲۷٫۸۹ متر) بود. این زیردریایی در سال ۱۹۱۵ ساخته شد.